# Joachim Govin
Joachim Govin est un contrebassiste et compositeur de jazz français né le 27 avril 1984 à Saint-Germain-en-Laye. Son père, Pierre-Olivier Govin, est un saxophoniste de jazz, qui lui transmet sa passion pour ce genre musical.

## Formation
Joachim Govin se forme tout d'abord à la basse électrique, avant de s'ouvrir au jazz, et d'adopter la contrebasse, à la suite d'une master class avec le guitariste Éric Löhrer. Il suit une formation à l’American School of Modern Music, de 2005 à 2008. En parallèle, il étudie la musique classique, avec Christian Gentet, au conservatoire du 14e arrondissement de Paris. En 2008, il termine sa formation au Conservatoire national supérieur de musique et de danse de Paris (département « jazz et musiques improvisées »).
Il a notamment étudié avec Ricardo del Fra, Alphonse Masselier, Ben Street, Diego Imbert, Hubert Dupont, Olivier Sens, Jérôme Regard, Simon Teboul ou encore Hein van Degeyn.

## Carrière musicale

### Débuts
Après avoir fait partie du big band de la Sorbonne dirigé par le pianiste et arrangeur français Laurent Cugny, où il rencontre le pianiste Tony Tixier, Joachim Govin joue régulièrement dans le groupe du violoniste Didier Lockwood, et intègre les "Jazz Angels", constitué des deux beaux-fils du violoniste, le pianiste Thomas Enhco et le trompettiste David Enhco, et du batteur avec qui il jouera de longues années durant : Nicolas Charlier.  
À l'époque, Pascal Perrot souligne "la maturité et l'aisance" du jeu de Joachim Govin, qui écrit à son propos: "Joachim Govin ne se contente pas de jouer les utilités et tisse une toile musicale d'une maturité impressionnante". Il intègre ensuite le trio de Thomas Enhco (Thomas Enhco, Someday My Prince Will Come). Ce disque obtient le Django d'or dans la catégorie « Nouveaux Talents » en 2010. Le trio jouera ce répertoire en live lors d'une tournée internationale (notamment au Japon, en Suisse ou encore en Algérie). 
En 2014, il intègre l'ensemble de Laurent Cugny, le Gil Evans Paris Workshop, projet initié par Olivier Saez.  

### Albums et concerts live
Le premier album au nom de Joachim Govin s'appelle Elements, et est paru chez Fresh Sound New Talent, en 2015. 
Il enregistre en studio avec son quartette, composé de Ben van Gelder au saxophone alto, Tony Tixier au piano et Gautier Garrigue à la batterie. 
Son deuxième album avec ce groupe, enregistré en live à la Boutique du Val de Meudon (Archimusic) en novembre 2018, parait début 2020. Il s'entoure à nouveau dans ce disque de son quartet, composé de Ben van Gelder, Tony Tixier et Gautier Garrigue, et invite deux autres artistes : le pianiste Enzo Carniel et la chanteuse Ellinoa.  

En parallèle, il développe un projet de sextet (le Joachim Govin Soundtrack Sextet), qu'il a créé début 2019. 

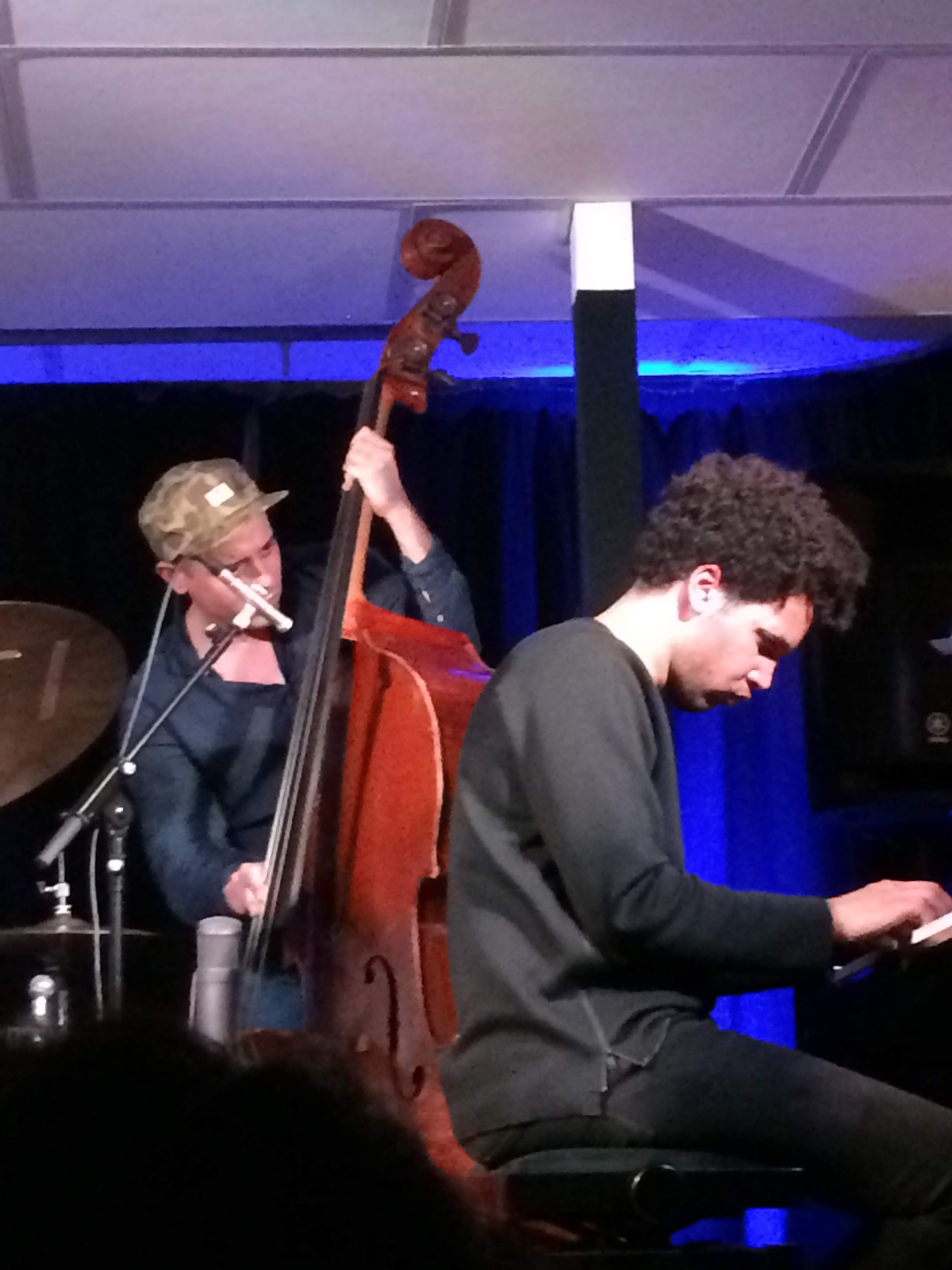
Joachim Govin & Tony Tixier à La Boutique du Val (Meudon) lors de l'enregistrement live du 2e album à paraître avec le Joachim Govin 4tet

## Discographie complète
- 2022 : « Tree »
- 2020 : « Present »
- 2015 : Elements[11]
- 2018 : Onze Heures Onze Orchestra Volume 2[12],[13] (Onze Heures Onze Orchestra)
- 2017 : Onze Heures Onze Orchestra Volume 1[14],[15],[16],[17] (Onze Heures Onze Orchestra)
- 2017 : Tonbé Lévé[18],[19] (Arnaud Dolmen)
- 2017 : Spoonful[20] (Gil Evans Paris Workshop[21],[22])
- 2015 : Silent Form (Slugged & Olivier Laisney)[23]
- 2015 : Bad Safari (Metismatic)
- 2015 : Youth (Nicolas Pfeiffer)
- 2013 : Tribute to Radiohead Vol.2 [24] (Amnesiac Quartet, avec Sébastien Paindestre (clavier), Fabrice Theuillon (saxophone soprano) & Antoine Paganotti (batterie))
- 2013 : Phonotype (Slugged & Olivier Laisney)
- 2013 : Life's changes (Stephen Binet)
- 2013 : Living Everywhere (Archibald)
- 2013 : Poetry in Time (Nicolas Pfeiffer Granada Trio)
- 2012 : The Minor Fall EP[25] (CLERKS., avec Gautier Garrigue, Thibault Chevaillier, Julien Pontvianne, Pierre Bernier (Recorded  by Nicolas Charlier on 2012/03/26 at Studio des Egreffins[26]. Mixed & mastered by Florent Bobetat at Studio Etlanuit, Montreuil)
- 2011 : Complètement H.S., hommage à Horace Silver[27] (Stephen Binet Quintet)
- 2010 : D'ici et d'ailleurs (Nicolas Barreau Trio)
- 2010 : Smile (Nicolas Pfeiffer Trio)
- 2010 : Présences (Georges Paczynski & Armel Dupas)
- 2009 : Parallel Worlds (Tony Tixier septet)
- 2009 : Someday My Prince Will Come (Thomas Enhco)
- 2009 : West Factory (Camille Poupat)
- 2008 : As a Monkey (Donald Devienne)
- 2007 : Roll the Dice (Yvonnick Prené)